# Briggs (Oklahoma)
Briggs – jednostka osadnicza w Stanach Zjednoczonych, w stanie Oklahoma, w hrabstwie Cherokee.